# Seacliff (Kalifornija)
Seacliff je naseljeno područje za statističke svrhe u američkoj saveznoj državi Kalifornija. Prema popisu stanovništva iz 2010. u njemu je živjelo 3.267 stanovnika.